# Estampida de Hathras
La estampida de Hathras fue una avalancha humana que tuvo lugar el 2 de julio de 2024 en la ciudad india de Hathras (Uttar Pradesh), durante la celebración de un evento religioso multitudinario que conmemoraba a la deidad hinduista Shiva. La tragedia se saldó con un mínimo de 121 muertos, la mayoría mujeres, y decenas de heridos.

## Circunstancias
El suceso ocurrió en un evento de peregrinaje local (satsang) organizado por uno de los gurús más seguidos por la comunidad paria local. Los informes iniciales indicaban que unas 15 000 personas (otras fuentes hablaban de unas 20 000) se congregaron durante el evento en el recinto, cuyo aforo máximo es de 5000 atenientes. Si bien la policía local ha afirmado que se habían concedido un total de 80 000 permisos para el evento entero, fueron superados con creces por unos 250 000 asistentes.
De acuerdo con las autoridades locales, la estampida comenzó con la asfixia de varias personas debido a las severas condiciones de calor y humedad que se daban en el momento de la celebración, que a su vez causó pánico entre los miles de asistentes, dando lugar al desarrollo de la estampida y resultando en un evento de aplastamiento de multitudes. Algunas de las víctimas cayeron en una cercana zanja de drenaje durante la conmoción.